# Bernard Rollin
Bernard Rollin (New York, 18 febbraio 1943 – Fort Collins, 19 novembre 2021) è stato un filosofo e docente statunitense.
Fu professore emerito di Filosofia, di Scienze biomediche e Bioetica alla Colorado State University. È considerato il padre dell'Etica medica veterinaria ed è stato uno dei principali studiosi dei diritti degli animali.

## Biografia
Bernard Elliot Rollin nacque a Brooklyn, New York, nel 1943. Studiò e si laureò in Filosofia presso il City College di New York nel 1964. Mentre era ancora studente, conobbe la futura moglie Linda, allora assistente al dipartimento di filosofia; si sposarono nel 1964 ed ebbero un figlio, Michael. Nel 1969 entrò a far parte del Dipartimento di filosofia della Colorado State University e conseguì il dottorato di ricerca in Filosofia alla Columbia University nel 1972. Rollin si specializzò in Diritto degli animali e in Filosofia della coscienza. Nel 1978 iniziò a tenere un corso di etica medica veterinaria alla Colorado State University e il suo fu il primo corso sull'argomento a livello universitario, diventato, da allora in poi, obbligatorio.
Secondo Rollin, da un punto di vista legislativo, gli animali sono sempre stati considerati come «proprietà: di individui o comune» aggiungendo che, secondo la legge, «gli animali sono un possesso umano, che il proprietario può trattare più o meno come vuole. Non sorprende che tutte queste leggi si siano fondate su considerazioni di tipo utilitarista, o su considerazioni relative al maggior bene per il maggior numero di persone» Le leggi che si occupano degli animali devono essere invece scritte non in termini utilitaristici propri degli esseri umani, bensì con il linguaggio dei diritti, ritenendo gli animali come oggetto di considerazione morale. «Tali leggi devono riguardare i diritti fondamentali che spettano a un qualsiasi oggetto di considerazione morale, il diritto alla vita, il diritto a essere protetto dalla sofferenza, il diritto di realizzare la propria natura».
È stato un membro del Consiglio consultivo di esperti scientifici (SEAC) per Voiceless, ente australiano per la protezione degli animali. Il SEAC è un gruppo di accademici di tutto il mondo che assistono Voiceless nelle ricerche e pubblicazioni di qualità che denunciano la crudeltà animale legalizzata e suscitano il dibattito pubblico. In seguito è stato anche membro del consiglio di Farm Forward, un'organizzazione no profit che ricerca strategie innovative allo scopo di promuovere scelte alimentari consapevoli, ridurre la sofferenza degli animali d'allevamento e incrementare un'agricoltura sostenibile. Ha anche contribuito alla stesura degli emendamenti del 1985 alla legge sul benessere degli animali
Ha avuto un ruolo di primo piano per il film del 2012 sullo specismo: The Superior Human? dove analizza l'ideologia di Cartesio per aiutare a dimostrare che gli animali possono pensare e sentire facendo riferimento al suo libro di memorie del 2011, Putting the Horse Before Descartes (Mettere il cavallo davanti a Cartesio).
Rollin scrisse più di cinquecento articoli di argomento scientifico e diciassette libri che furono tra i primi scritti sull'etica animale; i primi da lui realizzati comprendevano Animal Rights and Human Morality (1981), pubblicato due anni prima di The Case for Animal Rights di Tom Regan, e The Unheeded Cry: Animal Consciousness, Animal Pain and Scientific Change (1988). In seguito pubblicò Farm Animal Welfare (1995), Science and Ethics (2006). 
Rollin fu tra i primi a interessarsi alla riforma sull'impiego degli animali a scopo didattico nella chirurgia e durante le esercitazioni di laboratorio nelle scuole di medicina veterinaria. 
Tra i vari riconoscimenti a lui attribuiti da ricordare l'Avma Humane Award vinto nel 2007 e nel 2016 il premio per l'eccellenza nell'etica della ricerca da parte della Public Responsibility in Medicine & Research, organizzazione no-profit.
Nel 2019 Rollin festeggiò i 50 anni di collaborazione con la Colorado State University; l'anno seguente, a dicembre, lui e la moglie Linda si ritirarono dall'attività; è stato detto che egli ha avuto il merito di aver elevato il profilo del dipartimento di filosofia e dell'intera università e che egli abbia alleviato il dolore degli animali più di chiunque altro nella storia.
Bernard Rollin morì a Fort Collins, in Colorado , il 19 novembre 2021, all'età di 78 anni.

## Opere
- Natural and conventional meaning: An examination of the distinction, Mouton, 1976, ISBN 90-279-3274-3.
- Animal Rights & Human Morality, Prometheus Books, 1981, ISBN 1-59102-421-8.
- The Teaching of Responsibility, Universities Federation for Animal Welfare (UFAW), 1983, ISBN 0-900767-33-2.
- Bernard Rollin e M. Lynne Kesel (eds.), The Experimental Animal in Biomedical Research: A Survey of Scientific and Ethical     Issues for Investigators, Volume I, CRC Press, 1989, ISBN 0-8493-4981-8
- Farm Animal Welfare: School, Bioethical, and Research Issues, Iowa State Press, 1995, ISBN 0-8138-2563-6.
- The Frankenstein Syndrome: Ethical and Social Issues in the Genetic Engineering of Animals, Cambridge University Press, 1995, ISBN 0-521-47807-3.
- The Unheeded Cry (1 ed.). Wiley, 1999, ISBN 0-8138-2575-X.
- Bernard Rollin e David W. Ramey, Complementary and Alternative Veterinary Medicine Considered, Wiley-Blackwell, 2003, ISBN 0-8138-2616-0.
- Bernard Rollin e G. John Benson, The Well-Being of Farm Animals: Challenges and Solutions, Wiley-Blackwell, 2003, ISBN     0-8138-0473-6
- Science and Ethics, Cambridge University Press, 2006, ISBN 0-521-67418-2.
- An Introduction to Veterinary Medical Ethics: Theory And Cases, Seconda edizione (2 ed.), Wiley-Blackwell, 2006, ISBN 0-8138-0399-3.
- Putting the Horse before Descartes: My Life's Work on Behalf of Animals, Temple University Press, 2011, ISBN 978-1592138258